# 10524 Maniewski
10524 Maniewski (1990 SZ7) là một tiểu hành tinh vành đai chính được phát hiện ngày 22 tháng 9 năm 1990 bởi E. W. Elst ở Đài thiên văn Nam Âu.